# Big Love: Hymnal
Big Love: Hymnal is een soundtrackalbum van David Byrne, gebaseerd op het Amerikaanse televisieprogramma Big Love. De première was op 19 augustus 2008 en heeft een platenlabel bij Play Tone en Todo Mundo.

## Nummers
Alle nummers zijn geschreven door David Byrne, behalve waar anders staat aangegeven.
1. "Art Thou Greater Than He?" – 2:04
2. "Exquisite Whiteness" – 2:04
3. "A Hill in Ontario County" – 1:25
4. "Written on Golden Plates" – 2:12
5. "Deep Water" – 2:06
6. "A Building in the Air" – 1:14
7. "Great Desolations" – 2:36
8. "A House on Sand" – 3:13
9. "The Mouth of Malachi" – 1:38
10. "Cumorah!" – 1:14
11. "The Angel Moroni" – 1:56
12. "Murmur Not" – 1:14
13. "The Pearl of Great Price" – 1:25
14. "Language Confounded" – 2:12
15. "Unclean Spirits" – 2:13
16. "A Persecution Followed" – 2:01
17. "The Breastplate of Righteousness" – 1:32
18. "A Conduit to Heaven" – 2:37
19. "Cloud of Light" – 1:25
20. "The Burden of the Word" – 2:34
21. "Blue Hawaii" (Leo Robin en Ralph Rainger) – 1:25

## Personeel
- Cyrus Beroukhim
- Kenn Finn
- Pauline Kim
- Amy Kimball
- Theodore Primis
- Ronald Shepard
- Chad Yarbough
- Garo Yellin